# Epidemia di peste in Madagascar del 2014-2015
L'epidemia di peste in Madagascar del 2014-2015 si è sviluppata in Madagascar a partire dal 31 agosto 2014 e si è esaurita nel gennaio 2015.

## Evoluzione

### 2014
Il 31 agosto 2014 viene identificato come malato di peste un uomo del villaggio di Soamahatamana, nel comune di Tsiroanomandidy; quest'uomo muore il 3 settembre. La peste è di tipo bubbonico e, nel 2% dei casi, polmonare. Il 4 novembre il Ministero della Salute del Madagascar ha segnalato l'epidemia all'OMS. Il 16 novembre sono stati confermati 119 casi, di cui 40 mortali, in 16 distretti di 7 regioni; l'OMS ha alzato il livello di allerta a causa della debolezza del sistema sanitario dell'intero Madagascar.
Grazie ai 200.000 dollari messi a disposizione dall'African Development Bank nelle aree colpite, sono stati resi disponibili degli indumenti protettivi per il personale medico, degli insetticidi, degli spray e degli antibiotici; inoltre si è recata sul posto una "task force" sostenuta dall'OMS, dall'Istituto Pasteur e dalla Croce Rossa Internazionale. La situazione, tuttavia, si era aggravata per il fatto che in Madagascar le pulci hanno sviluppato un alto livello di resistenza alla deltametrina. Secondo Christophe Vogt, della Croce Rossa, il problema più grande è l'ignoranza: "la maggior parte delle persone tende a non rivolgersi ai medici e a non usare gli antibiotici", che, se presi in tempo, possono ridurre la mortalità dal 60% al 15%.
Il 21 novembre nella capitale del Madagascar, Antananarivo, sono stati confermati 2 casi, di cui 1 mortale: una ventunenne della bidonville di Ankasina, che aveva manifestato i primi sintomi l'11 novembre e alla quale nessun medico aveva diagnosticato la peste, è morta dieci giorni dopo e il suo corpo è stato restituito alla famiglia. Quando si è capito che si trattava di peste il Ministero della Salute ha chiesto di poter riavere il corpo, ma la famiglia ha rifiutato. A tutto il 24 novembre 2014 erano stati registrati 138 casi, tra cui 47 decessi.
Il 7 gennaio 2015 il ministro della Salute Roger Kolo ha fornito a Mahazoarivo nuovi dati riguardanti i casi registrati tra il 4 agosto e il 31 dicembre 2014: 249 contagiati sospetti, di cui 66 deceduti; 96 contagiati confermati, di cui 24 deceduti. Secondo il ministro la situazione è sotto controllo; più di cento persone si sono fatte curare e tutte le case di coloro che hanno avuto la peste polmonare sono state disinfettate.
Il 6 febbraio 2015 l'Istituto Pasteur ha precisato che ad Antananarivo, nel periodo tra il 4 agosto e il 29 dicembre 2014, ci sono stati solo 2 casi di peste, 1 confermato e 1 probabile; secondo l'Istituto Pasteur nel 2014 il numero dei casi di peste è stato sostanzialmente in linea cogli anni precedenti.

### 2015
Nella zona centrale dell'isola, sopra gli 800 m, la peste è endemica e colpisce soprattutto da novembre a febbraio. Tra il 1 settembre 2014 e l'8 gennaio 2015 ci sono stati 220 casi, di cui 61 deceduti; la peste in questo periodo ha interessato 23 distretti su 136 e i casi di peste polmonare sono stati il 5%. Ad Antananarivo, oltre ai 2 casi accertati, di cui 1 mortale, sono stati registrati 13 casi sospetti nelle zone più disagiate, soggette a inondazioni. Nella prima settimana del gennaio 2015 ci sono stati 7 casi (5 sospetti e 1 probabile di peste polmonare; 1 sospetto di peste bubbonica) nel distretto di Amparafaravola, di cui 4 deceduti; in questo mese i focolari principali si sono ristretti alle zone rurali, mentre le zone periferiche e urbane, soprattutto presso Antananarivo, sono seguite con attenzione.
Il 26 gennaio l'OMS ha richiamato nuovamente l'attenzione su questa epidemia di peste. Margaret Chan ha affermato: "l'epidemia iniziata lo scorso novembre ha dimensioni inquietanti. [...] La peste ha stabilito un punto d'appoggio nella capitale, colpendo le baraccopoli densamente popolate".
Nell'ultima settimana di gennaio sono state segnalate tre sospette vittime della peste nella fokontany di Ambatonandriana, nel comune di Ambohibao Sud (distretto di Manjakandriana); la Gendarmeria nazionale ha parlato di due morti sospetti, ma il 28 il Ministero della Salute ha parlato di tre casi sospetti di peste bubbonica, basandosi sul rapporto degli agenti inviati sul posto, e ha detto di essere in attesa delle analisi effettuate dall'Istituto Pasteur. La prima vittima era un padre di famiglia di 40 anni, produttore di carbone di legno; la seconda una donna di 63 anni; l'identità della terza vittima è in attesa di conferma. Sono stati infettati anche un altro padre di famiglia di una quarantina d'anni e la moglie della prima vittima. Le case circostanti sono state bonificate con dei pesticidi e gli abitanti della fokontany hanno ricevuto delle medicazioni. La debolezza del sistema sanitario è un problema particolarmente grave; inoltre, secondo il segretario generale del Ministero della Salute Tafangy Philémon, "sono gli abitanti a tardare a raggiungere i centri di sanità".
Il 4 febbraio l'African Development Bank ha messo a disposizione un milione di dollari per il contenimento della peste e di altre malattie endemiche in Madagascar: questi soldi saranno spesi dall'OMS e dal Ministero della Salute per migliorare i luoghi di isolamento e i laboratori, per comprare antibiotici, insetticidi e kip diagnostici e in particolare per procurare un equipaggiamento adeguato al personale medico schierato in prima linea.
Il 6 febbraio l'Istituto Pasteur ha precisato che nella comunità urbana di Antananarivo non ci sono stati casi di peste confermati tra il 1º gennaio e il 5 febbraio.
L'11 febbraio l'OMS ha comunicato i risultati di un'indagine condotta assieme al Ministero della Salute del Madagascar, sostenuta anche dal Plague Central Laboratory e dall'Istituto Pasteur: la peste, scoppiata nel settembre del 2014, ha avuto un picco tra novembre e dicembre, poi ha progressivamente rallentato. In totale l'epidemia ha fatto 71 vittime su 263 contagiati (di cui 2, 1 confermato e 1 probabile, nel novembre 2014 presso Antananarivo), con un tasso di mortalità del 27%; nel distretto di Amparafavarola, quello maggiormente colpito, sono stati registrati nuovi casi di peste polmonare nella prima settimana di gennaio. Secondo questo rapporto il Madagascar, paese in cui la peste è endemica, nei tre anni precedenti l'epidemia del 2014-2015 ha visto aumentare costantemente il numero dei casi, fino a diventare il paese del mondo più interessato dalla peste.
Il 20 febbraio ReliefWeb riporta un totale di 283 casi (compresi quelli sospetti) e di 74 vittime segnalate e afferma che l'incidenza settimanale è in calo.